# Forbidden Siren
Siren (サイレン?, Sairen), conosciuto come Forbidden Siren in Europa ed Australia, è un videogioco survival horror sviluppato dalla Sony Computer Entertainment per PlayStation 2 nel 2004. Il gioco racconta la storia di diversi personaggi, molti dei quali giocabili, intrappolati in un remoto villaggio giapponese per la durata di tre giorni.
Forbidden Siren è stato seguito da Forbidden Siren 2. Nel 2008 è stato realizzato il remake, intitolato Siren: Blood Curse.

## Trama
Forbidden Siren è ambientato in un remoto villaggio rurale sulle montagne giapponesi chiamato "Hanuda" ("Hanyūda" (羽生蛇村?, Hanyūda-mura) nella versione originale), caratterizzato dall'essere molto legato alle tradizioni e molto xenofobico. In seguito al fallimento di una misteriosa cerimonia rituale, il villaggio si trova a vacillare inspiegabilmente fra il tempo e lo spazio, mentre al posto delle montagne, compare un infinito mare di color rosso sangue a delimitare il luogo (altri elementi che caratterizzano l'ambiente di gioco sono: la fitta nebbia, la pioggia, l'oscurità notturna, le tonalità cromatiche che assume il cielo). La storia si concentra intorno ai tentativi di Hisako Yao, capo di uno strano culto locale, di risvegliare un essere conosciuto come Datatsushi attraverso alcuni riti.
La sirena del titolo è il richiamo per Datatsushi, e l'ordine per i residenti di Hanuda di immergersi nel mare rosso sangue, diventando così un esercito di subordinati a Yao, chiamati "Shibito" (屍人?, shibito, lett. "persone cadaveri"). Gli shibito hanno il compito di creare un "nido" per la forma fisica di Datatsushi una volta che si sarà risvegliato, oltre che uccidere e convertire gli esseri umani rimasti a Hanuda. La storia è raccontata attraverso il punto di vista di dieci sopravvissuti, alcuni dei quali nativi di Hanuda, ed è presentata fuori dal normale ordine cronologico per la durata dei tre giorni in cui accadono gli eventi raccontati. Oltre questi personaggi, ve ne sono altri d'aiuto o che fanno parte della storia.
Una delle caratteristiche più innovative del titolo è la capacità di vedere attraverso gli occhi di tutti i nemici (e co-protagonisti) in campo, capacità che verrà utilizzata dai sopravvissuti per risolvere molti enigmi (apprendere codici, locazione di oggetti ecc.) e per evitare gli scontri (le armi infatti sono molto rare e quelle rinvenute per il livello dai protagonisti sono spesso di natura contundente). Finendo il gioco al 100% si vedrà il finale completo e si scoprirà che a sopravvivere a questo incubo sono stati in quattro, ovvero: Kyoya Suda, il ragazzo di 16 anni che si scoprirà alla fine di Forbidden Siren 2 rimanere nella parte "oscura" del mondo. È colui che sconfigge tutti gli shibito, grazie anche ad una katana che ha preso da uno degli ultimi mostri affrontati; gli altri sopravvissuti sono Tamon Takeuchi, docente universitario tornato ad Hanuda per riscoprire il suo passato, la sua allieva Yoriko Anno e Harumi Yomoda, una ragazzina di 10 anni riuscita a fuggire dalla sua famiglia trasformata nei mostruosi shibito e salvata, come si può capire da Forbidden Siren 2, da un soldato che era a bordo di un elicottero (che si scoprirà poi essere il Maggiore Takeaki Misawa, all'epoca Capitano).

## Personaggi
- Kyoya Suda - Un ragazzo di 16 anni, uscito di casa con la bicicletta. È il personaggio principale, con lui si comincia la prima missione del gioco e con lui si termina Forbidden Siren sconfiggendo il boss finale. Sopravvive pur finendo nel mondo oscuro come si può dedurre da Forbidden Siren 2, ed è sicuramente memorabile la scena finale con Kyoya che si mette l'MP3 nelle orecchie e ascoltando musica rock uccide parecchi shibito, con il fucile di Akira Shimura e la spada Homuranagi della famiglia Kajiro.
- Tamon Takeuchi - Un docente universitario, durante il gioco ricorda spesso i suoi genitori, scomparsi durante una grande alluvione che colpì il villaggio nel 1976. Nella scena finale li rivede sotto forma di "shibito" e vorrebbe andare ad abbracciarli, però all'ultimo istante viene salvato da una delle sue studenti, la giovane Yoriko Anno.
- Kei Makino - Un prete shintoista che ha accolto nella sua chiesa una suora di nome Hisako Yao, la quale successivamente si rivelerà essere il vero antagonista di questo gioco. Muore verso la fine di Forbidden Siren, assassinato dal suo stesso fratello gemello, il dottor Shiro Miyata.
- Miyako Kajiro - Una ragazza cieca, figlia adottiva della nobile famiglia Kajiro, alcune missioni le fa con Kyoya Suda e, successivamente, si scoprirà esserci del feeling tra di loro. Personaggio non giocabile, viene uccisa da Hisako Yao o meglio data come "sacrificio" per far resuscitare il mostro Datatsushi; questo scatenerà l'ira di Kyoya che da quel momento combatterà unicamente per vendicare Miyako.
- Shiro Miyata - Il fratello gemello del prete Kei Makino, riesce ad uccidere le sorelle Onda trasformate in shibito. Verso la fine del gioco, uccide il fratello e ne ruba l'identità, finendo poi col perdere la vita anche lui, sacrificandosi per coloro che non hanno obbedito alla volontà di Datatsushi.
- Reiko Takato - Una maestra della scuola elementare di Hanuda che nella prima missione riesce a salvare Harumi Yomoda, sua piccola alunna di 10 anni. Muore nel tentativo di salvare nuovamente Harumi, divenendo poi lei stessa una shibito. Incredibilmente verso la fine, Harumi sul punto di venire attacca da un altro shibito, Reiko, nonostante ciò che è diventata, si precipita in sua difesa, cadendo in un buco assieme all'altro shibito. Completando il gioco al 100%, si scoprirà attraverso uno dei tanti oggetti che il giocatore troverà che la signorina Takato, in passato, ha perso tragicamente sua figlia.
- Risa Onda - Senza occupazione, va all'ospedale insieme a Shiro Miyata, in cerca di sua sorella Mina, ma presto si accorge che Mina è uno shibito e nella missione successiva finisce con l'essere uccisa da Miyata, diventando così anche lei uno shibito.
- Mina Onda - Infermiera della clinica Miyata, è la sorella di Risa Onda e all'inizio del gioco è già shibito. Non è un personaggio giocabile.
- Tomoko Maeda - È una studentessa di 14 anni, che vive ad Hanuda. Molto caratteristica è una missione di cui è protagonista: il luogo infatti è letteralmente gremito di "angeli" e lei deve passare inosservata davanti a tutti gli shibito, per poi recarsi in chiesa. Lì troverà i propri genitori, ma lei si sarà trasformata in shibito con un colpo di scena. Più tardi anche loro diverranno shibito e ricongiungendosi con la figlia andranno a vivere in una casa, come se fossero una normale famiglia felice.
- Yoriko Anno - una studentessa del prof. Takeuchi, la terza in ordine di sopravvivenza, personaggio non giocabile che però compare in alcune missioni, quelle con Takeuchi, Akira e Kyoya. È un personaggio all'inizio un po' irritante ma alla fine la si vedrà di buon occhio perché salverà Tamon Takeuchi dalle grinfie dei genitori di quest'ultimo, diventati shibito.
- Hisako Yao - L'antagonista principale del gioco. È a capo di uno strano culto locale e non invecchia mai, per mezzo di occulti poteri. La sua volontà di far resuscitare Datatsushi finisce con l'avvento di Kyoya Suda che, dopo un lungo ed estenuante combattimento, sconfigge entrambi.
- Akira Shimura - Un fenomenale vecchietto di circa 70 anni munito di un fucile di precisione, che ha combattuto nella seconda guerra mondiale. Per risparmiarsi una morte dolorosa, si suiciderà sparandosi in bocca, diventando poi uno shibito.
- Naoko Mihama - Una reporter, molto vanitosa e sicura di sé. È fortemente attratta dall'idea di voler essere giovane per sempre e, per far ciò, si immerge completamente nell'acqua rossa in uno stagno del villaggio, diventando shibito.
- Harumi Yomoda - Una ragazzina di 10 anni, orfana di entrambi i genitori. Anche lei sopravvive al massacro, scappando dal covo e venendo salvata da dei soldati con l'elicottero, come si può vedere in Forbidden Siren 2.
- Ayako Kajiro - Sorella adottiva di Miyako, ha nel corso del gioco alcuni battibecchi con la sorella e partecipa al suo sacrificio in onore di Datatsushi. Personaggio non giocabile, morirà per mano di Hisako Yao.
- Datatsushi - Il mostro invocato da Hisako Yao, co-antagonista del gioco. Viene sconfitto definitivamente da Kyoya Suda. Nell'ultimo filmato del gioco, si scoprirà che Datatsushi è in realtà vissuto nel lontano 684 d.C., sempre a Hanuda e che, a causa di una grave carestia, gli abitanti sono stati costretti a mangiare le sue membra. Ciò successivamente comporterà la maledizione nello stesso villaggio, che si protrarrà poi nel corso del gioco.
- Tetsuo Ishida - Poliziotto che si imbatte in Kyoya Suda durante la prima missione del gioco e che cerca di ucciderlo. In seguito diventa uno Shibito mosca.
- Eiji Nagoshi - Preside della scuola elementare di Hanuda. Cerca ci uccidere la maestra Reiko Takato e Harumi Yomoda mentre cercano di scappare dalla scuola elementare.

## Doppiaggio italiano
Il gioco ha avuto anche un doppiaggio italiano. Di seguito parte dei doppiatori che vi hanno partecipato.
| Personaggio    | Doppiatore italiano |
| -------------- | ------------------- |
| Kyoya Suda     | Massimiliano Alto   |
| Tamon Takeuchi | Luigi Ferraro       |
| Kei Makino     |                     |
| Miyako Kajiro  |                     |
| Shiro Miyata   |                     |
| Reiko Takato   | Chiara Colizzi      |
| Hisako Yao     | Chiara Colizzi      |
| Yoriko Anno    | Francesca Guadagno  |
| Akira Shimura  | Gerolamo Alchieri   |

## Accoglienza
La rivista Play Generation trovò il primo incontro con gli Shibito come la scena più terrificante dei videogiochi usciti su PlayStation 2.